# Baji

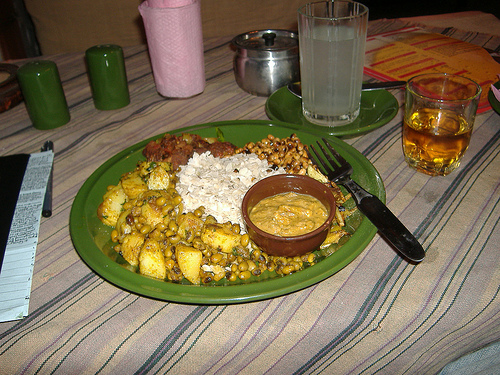
Típico chiura newarí picante.

El baji es un tipo de arroz roto consumido en Nepal.
- बजि o bayi (en nepal bhasha)
- चिउरा, chi urá (en nepalí)

Se trata de un aperitivo común entre los granjeros y trabajadores del Nepal rural. Se elabora remojando el arroz crudo y rompiéndolo entonces con un mazo de madera. El plato puede servirse con yogur, curry y carne. A menudo se acompaña con té como aperitivo a media mañana en el campo.
Sin embargo, a pesar de sus orígenes modestos, el chiura ostenta un papel importante en la ceremonia nupcial tradicional nepalí, ya que suele incluirse en la dote de la novia. Tras la ceremonia nupcial inicial, las familias escoltan a la novia de vuelta a la casa del novio. Durante esta procesión se celebra la ceremonia del arroz roto. Los novios se sientan uno junto al otro, y se le da el arroz a la novia. Entonces el novio pide formalmente a la novia que le dé el chiura. Lo hace dos veces más, cada una usando una forma más baja de ‘tú’. Esta ceremonia reitera el hecho de que el estatus social de la mujer ha caído mucho más abajo que el original.

## Tipos
- Rojo (nepal-bhasa: ह्यांगु बजि, hyangu baji): se prepara con algún fuego tradicional. En lugar de procesar todo en el molino, las fases iniciales de la molienda se hacen tradicionalmente y entonces se lleva el arroz al molino para el resto. El arroz roto rojizo resultante es más crujiente que el blanco.
- Blanco (nepal bhasa: तुयु बजि, tuyu baji)
- Samaybaji (nepal-bhasa: समे बजि)

## Consumo
Suele comerse durante el día con lentejas u otras verduras en sopa. Es el alimento principal servido en celebraciones newaríes.
De acuerdo con las estrictas reglas hindúes, el baji puede consumirse libremente en compañía de cualquier casta «limpia», mientras comer arroz hervido (bhat) junto a una casta inferior es ritualmente contaminante.
El baji licuado también se usa en la medicina china tradicional como afrodisíaco.